# Schizonycha pygidialis
Schizonycha pygidialis är en skalbaggsart som beskrevs av Gilbert John Arrow 1944. Schizonycha pygidialis ingår i släktet Schizonycha och familjen Melolonthidae. Inga underarter finns listade i Catalogue of Life.